# Bogusław Łubieński (1825–1885)
Bogusław Łubieński herbu Pomian (ur. 3 lutego 1825 w Kiączynie, zm. 18 czerwca 1885 tamże) – polski ziemianin, działacz niepodległościowy, poseł na sejm pruski, członek Zarządu Centralnego Towarzystwa Gospodarczego dla Wielkiego Księstwa Poznańskiego w 1873 roku.
Był synem Józefa Kazimierza Piotra i Konstancji Bojanowskiej, ojciec Wojciecha,  dziadek  Anny i Bogusława.
Był  właścicielem dóbr Kiączyn. Brał udział w konspiracji oskarżony w procesie z 1847 po ogłoszeniu amnestii walczył w powstaniu 1848 w bitwie pod Miłosławiem. W latach 1861–1877 był posłem do sejmu pruskiego. W okresie powstania styczniowego pełnił funkcję komisarza na Wielkopolskę, aresztowany i po procesie berlińskim w 1864 uwolniony włączył się aktywnie w działalność społeczną zostając członkiem wielu organizacji